# Aigusta Anastazija Litovska
Aigusta Anastazija Litovska (rusko Анастаси́я Гедими́новна, Anastasíja Gedimínovna) je bila moskovska velika kneginja, žena moskovska velika kneza Simeona Ivanoviča Ponosnega, * okoli 1320, † 11. februar 1345, Moskva, Moskovska velika kneževina.
Za trditev, da je bila Gediminasova hči, ni neposrednih dokazov, zaradi njene odmevne poroke pa je večina zgodovinarjev sklepala, da je bila članica Gediminasove družine. Rojena je bila med letoma 1316 in 1321, najverjetneje leta 1320.
Aigusta je bila krščena kot Anastasia, da bi se novembra ali decembra 1333 lahko poročila s Simeonom Ivanovičem, ki je leta 1341 postal moskovski veliki knez. Poroka je imela veliko politično težo, ker sta bili Litva in Moskva hudi tekmici za prevlado v Ruteniji. Leta 1335, le dve leti po poroki, so kljub temu izbruhnili novi konflikti.
Njena sinova Vasilij in Konstantin nista preživela otroštva. Njena hči Vasilisa se je leta 1350 poročila s tverskim knezom Mihailom Vasiljevičem Kašinskim, ki je bil nasprotnik Litve. Anastazijo je brat Jaunutis leta 1345 prosil za pomoč, ko ga je Algirdas odstavil. Tik pred  smrtjo je Anastazije 11. marca 1345 postala redovnica. Pokopana je bila v moskovskem Kremlju v samostanski cerkvi, katere gradnjo je sponzorirala.